# Sade
|  | Aquest article tracta sobre la lletra de l'alfabet. Si cerqueu la cantant, vegeu «Sade (cantant)». |

La ṣade (anomenada també ṣādē, tsade, ṣaddi, ṣad, tzadi, sadhe o tzaddik) és la divuitena lletra de molts abjads (alfabets) semítics, incloent ṣade 𐤑 en fenici, ṣāḏē ܨ en siríac, tzade צ en hebreu, ṣād ص en àrab i ṣädäy ጸ en amhàric.
La ṣade està present en Unicode com a U+05E6 צ hebrew letter tsadi.

Probablement el seu valor fonètic més antic fou /t͡sˤ/, encara que hi ha una gran varietat de pronunciació en diferents llengües semítiques i en els seus dialectes. Els fonemes del protosemític septentrional ṱ, śˤ i sˤ, es fusionaren al canaanita en sˤ. En àrab, que mantenia aquests fonemes separats, s'introduïren les variants de ṣād i ṭāʾ per expressar els tres sos (vegeu ḍād, ẓāʾ). En arameu, aquestes consonants emfàtiques es fusionaren en canvi amb ʿayin i ṭēt, respectivament, per tant el mot hebreu ereẓ ארץ (terra) en arameu es converteix en araʿ ארע. 

## Origen
En hebreu, tsad (צד) significa «caçar» i el seu cognat àrab ṣād (صاد) significa tant «caçar» com «pescar». Encara que l'origen d'aquesta lletra no és del tot clar, el símbol sembla haver derivat d'un dels jeroglífics egipcis que representa planta de papir.
La lletra fenícia ṣade 𐤑 va donar lloc a la san (Ϻ) grega i les Ц Ч i Џ ciríl·liques.
| egipci | protosinaític | fenici |
| ------ | ------------- | ------ |
| 𓇑      |               | 𐤑      |

La història de les lletres que expressen sibilants en diferents alfabets semítics és una mica complicada, a causa de les diferents fusions entre fonemes protosemítics. La següent taula mostra la reconstrucció de cinc fonemes protosemítics, que en diverses llengües semítiques desenvoluparen de manera següent:
| Protosemític | Accadi | Àrab | Àrab | Paleohebreu | Paleohebreu | Hebreu tiberienc | Hebreu tiberienc | Arameu | Arameu | Gueez | Gueez |
| ------------ | ------ | ---- | ---- | ----------- | ----------- | ---------------- | ---------------- | ------ | ------ | ----- | ----- |
| š            | s̠      | س    | s    | 𐤔           | š           | שׁ                | š                | שׁ      | š      | ሰ     | s     |
| s            | s      | س    | s    | 𐤎           | s           | ס                | s                | ס      | s      | ሰ     | s     |
| ṣ            | ṣ      | ص    | ṣ    | 𐤑           | ṣ           | צ                | ṣ                | צ      | ṣ      | ጸ     | ṣ     |
| ś            | s̠      | ش    | š    | 𐤔           | š           | שׂ                | s                | שׂ o ס  | s      | ሠ     | ś     |
| ṣ́            | ṣ      | ض    | ḍ    | 𐤑           | ṣ           | צ                | ṣ                | ע      | ʿ      | ፀ     | ṣ́     |

## Alfabet àrab
En alfabet àrab aquesta lletra es diu صاد ['sˁaːd] (ṣād). És la catorzena lletra de l'alfabet àrab (quinzena o divuitena en l'ordre abjadí). És una lletra lletra solar. Prové, per via dels alfabets nabateu i arameu, de la lletra fenícia ṣade.
| fenici | arameu | siríac | nabateu | àrab |
| ------ | ------ | ------ | ------- | ---- |
| 𐤑      | 𐡑      | ܨ      |         | ص    |

Representa el so consonàntic faringealitzat /sˁ/.
| Aïllada | Final | Medial | Inicial |
| ص       | ـص    | ـصـ    | صـ      |

La ṣād es lliga a la següent lletra de la paraula. També ho fa amb la precedent, sempre que aquesta no sigui àlif, dāl, ḏāl, rā, zāy o wāw, que mai no es lliguen a la lletra posterior.

### Representació, transcripció i transliteració
A la Viquipèdia existeix una proposta de directriu, vegeu-la per a les diferents maneres de transcriure i transliterar ṣād.
Al SATTS, ṣād es transcriu com a Ṣ. En l'alfabet de xat àrab, es fa servir tant S com 9.
A la representació Unicode, ṣād ocupa el punt U+0635 amb el nom ARABIC LETTER SAD.
A la codificació ISO 8859-6, el punt 0xd5.
Com a entitat HTML, es codifica com a &#1589;

### Variants
La ḍād, ﺽ, tot i formar part de l'alfabet àrab bàsic, es pot considerar un variant de la ṣād, per ser una de les sis lletres que es van afegir a part de les vint-i-dues heretades de l'alfabet fenici.
En xiao'erjing el mateix símbol pot representar també el so /s/ i la velaritzada /sˠ/, segons la llengua que transcrigui. També hi existeix una ṣād amb tres punts a sobre, ڞ, que representa el so /ʦʰ/.
L'alfabet àrab belarús usa un símbol com la ṣād amb tres punts a sota, , per a representar el so africat /t͡s/.
Aquest símbol s'ha llevat de la varietat soraní de l'alfabet àrab.

## Alfabet hebreu
En hebreu s'escriu com a צ, nom complet en hebreu és צָדִי i transcrit com a tsade, tzade o tsadi.
| Variants normals | Variants normals | Variants normals |
| Quadrada         | Manuscrita       | Raixí            |
| ---------------- | ---------------- | ---------------- |
| צ                | Manuscrita       | Raixí            |

La lletra צ o tsade és la divuitena lletra de l'alfabet hebreu. També pren el valor numèric de noranta. La forma final pren el valor de 900 tot i que aquest ús no és gaire comú. S'empra generalment la tau i la qof (400+400+100). Prové, per via de l'alfabet arameu de la lletra fenícia ṣade.

### Pronunciació
El so d'aquesta lletra en hebreu israelià modern és /ts/. Quant aquesta lletra porta un apòstrof (צ׳ ץ׳), es pronuncia com a /t͡ʃ / (tx en el mot cotxe), per exemple: צ׳יפּס (čips) vol dir patates xips.
| Variants finals | Variants finals | Variants finals |
| Quadrada        | Manuscrita      | Raixí           |
| --------------- | --------------- | --------------- |
| ץ               | Manuscrita      | Raixí           |

### Forma final
La tsade és una de les cinc lletres (caf, mem, nun, pe, tsade) de l'alfabet hebreu que presenten una forma final.

### Simbolisme
Simbolitza la rectitud i humilitat. Rectitud de Déu. La tsade suporta al món amb els seus actes de justícia i bondat.
La prestesa de la tsade a sotmetre a la voluntat de Déu s'observa en la nun doblegada per ser repòs a la iod de Déu, fins i tot quan la tsade (persona justa) pateix, Déu és a prop d'ella.
La tsade es forma a partir d'una zain (a la dreta) i una waw (a l'esquerra). La tsade és una combinació simple de les lletres nun i iod, construïda primer amb la nun i a la seva esquerra una iod a la qual se li ha allargat el seu peu cap a l'esquerra per ajuntar al mig amb el peu de la nun. Aquesta nun està coronada amb tres "taguín" (corones) i la iod amb el seu "punt" segons la tradició talmúdica.
El concepte jueu de justícia social "tsedakà" es basa en el principi i essència d'aquesta lletra. El jueu té per obligació ajudar al pobre, al malalt, a la vídua, a l'orfe, i a qualsevol persona en general. La tsedakà representa un gran conjunt de mitzvot (preceptes) positives en la vida del jueu piadós que juntament amb els ensenyaments d'altres lletres de l'àlef-bet, que es presenten en successió com ho són la bet, la guímel i la dàlet, emfatitza el caràcter global de l'ensenyament d'estimar el proïsme com a punt fonamental de tot l'ensenyament de la Torà i com un dels atributs divins de misericòrdia.

## Alfabet siríac
| Madnḫaya | Serṭo | Esṭrangela | Unicode |
| -------- | ----- | ---------- | ------- |
|          |       |            | ܨ       |
| Ṣade     | Ṣode  | Ṣade       | Ṣāḏē    |

En alfabet siríac, la divuitena lletra és ܨ (en siríac clàssic: ܨܕܐ - ṣāḏē). El valor numèric de la ṣāḏē és 90. Prové, per via de l'alfabet arameu de la lletra fenícia ṣade.

### Fonètica
Representa el so /ṣ/ també expressat com a /sˤ/.

## Alfabet amhàric
En alfabet amhàric aquesta lletra es diu ጸደይ (ṣädäy). És la vint-i-tresena lletra de l'alfabet amhàric. El seu valor numèric és 90, tot i que per representar el nombre 90 es fa servir la lletra nähas- ፺. Ṣädäy prové, per via de l'alfabet sud-aràbic del jeroglífic egipci M22.
| M22 | Ṣad | Ṣädäy |
| --- | --- | ----- |
| 𓇑   | 𐩮   | ጸ     |

Ṣädäy representa el so /ṣ/.

### Ús
L'alfabet amhàric és una abugida on cada símbol correspon a una combinació vocal + consonant, és a dir, hi ha un símbol bàsic al qual s'afegeixen símbols per marcar la vocal. Les modificacions de la ጸ (ṣädäy) són les següents:
| ṣä [ṣə] | ṣu | ṣi | ṣa | ṣe | ṣə [ṣɨ], ∅ | ṣo | ṣʷa |
| ------- | -- | -- | -- | -- | ---------- | -- | --- |
| ጸ       | ጹ  | ጺ  | ጻ  | ጼ  | ጽ          | ጾ  | ጿ   |

## En altres alfabets
| Arameu     | Siríac  | Samarità | Ugarític | Fenici |
| ---------- | ------- | -------- | -------- | ------ |
| 𐡑          | ܨ       | ࠑ        | 𐎕        | 𐤑      |
| Sud-aràbic | Amhàric | Àrab     | Hebreu   |        |
| 𐩮          | ጸ       | ص        | צ        |        |